# 圣克里斯蒂娜-达斯普罗蒙特
圣克里斯蒂娜-达斯普罗蒙特（義大利語：Santa Cristina d'Aspromonte），是意大利雷焦卡拉布里亚广域市的一个市镇。总面积23平方公里，人口1046人，人口密度45.5人/平方公里（2009年）。ISTAT代码为080078。